# Wereldbeker schaatsen 2011/2012 - Wereldbeker 5
De Wereldbeker schaatsen 2011/2012 Wereldbeker 5 is de vijfde race van het Wereldbekerseizoen die op 11 en 12 februari 2012 plaatsvindt in het Vikingskipet in Hamar, Noorwegen.

## Tijdschema
| Datum                | Tijd  | Onderdeel                                                                             |
| -------------------- | ----- | ------------------------------------------------------------------------------------- |
| Zaterdag 11 februari | 15:15 | 1500 m vrouwen 5000 m mannen                                                          |
| Zondag 12 februari   | 12:30 | 3000 m vrouwen 1500 m mannen ploegenachtervolging vrouwen ploegenachtervolging mannen |

## Belgische deelnemers
| 1500m | Mannen  | Bart Swings | A |              |   |  |  |  |  |
|       |         |             |   |              |   |  |  |  |  |
| 5000m | Mannen  | Bart Swings | A | Ferre Spruyt | B |  |  |  |  |
| 3000m | Vrouwen | Nele Armée  | B |              |   |  |  |  |  |

De beste Belg per afstand is vet gezet

## Nederlandse deelnemers
| Afstand              | Geslacht | Deelnemers, A- of B-groep                           | Deelnemers, A- of B-groep                           | Deelnemers, A- of B-groep                           | Deelnemers, A- of B-groep                           | Deelnemers, A- of B-groep                           | Deelnemers, A- of B-groep                           | Deelnemers, A- of B-groep                           | Deelnemers, A- of B-groep                           | Deelnemers, A- of B-groep                           | Deelnemers, A- of B-groep                           |
| -------------------- | -------- | --------------------------------------------------- | --------------------------------------------------- | --------------------------------------------------- | --------------------------------------------------- | --------------------------------------------------- | --------------------------------------------------- | --------------------------------------------------- | --------------------------------------------------- | --------------------------------------------------- | --------------------------------------------------- |
| 1500m                | Mannen   | Stefan Groothuis                                    | A                                                   | Kjeld Nuis                                          | A                                                   | Rhian Ket                                           | B                                                   | Sven Kramer                                         | B                                                   | Koen Verweij                                        | B                                                   |
| 1500m                | Vrouwen  | Margot Boer                                         | A                                                   | Marrit Leenstra                                     | A                                                   | Diane Valkenburg                                    | A                                                   | Ireen Wüst                                          | A                                                   | Paulien van Deutekom                                | B                                                   |
|                      |          |                                                     |                                                     |                                                     |                                                     |                                                     |                                                     |                                                     |                                                     |                                                     |                                                     |
| 5000m                | Mannen   | Jan Blokhuijsen                                     | A                                                   | Bob de Jong                                         | A                                                   | Sven Kramer                                         | A                                                   | Ted-Jan Bloemen                                     | B                                                   | Koen Verweij                                        | B                                                   |
| 3000m                | Vrouwen  | Diane Valkenburg                                    | A                                                   | Jorien Voorhuis                                     | A                                                   | Annouk van der Weijden                              | A                                                   | Ireen Wüst                                          | A                                                   | Marije Joling                                       | B                                                   |
|                      |          |                                                     |                                                     |                                                     |                                                     |                                                     |                                                     |                                                     |                                                     |                                                     |                                                     |
| Ploegenachtervolging | Mannen   | Jan Blokhuijsen, Rhian Ket en Koen Verweij          | Jan Blokhuijsen, Rhian Ket en Koen Verweij          | Jan Blokhuijsen, Rhian Ket en Koen Verweij          | Jan Blokhuijsen, Rhian Ket en Koen Verweij          | Jan Blokhuijsen, Rhian Ket en Koen Verweij          | Jan Blokhuijsen, Rhian Ket en Koen Verweij          | Jan Blokhuijsen, Rhian Ket en Koen Verweij          | Jan Blokhuijsen, Rhian Ket en Koen Verweij          | Jan Blokhuijsen, Rhian Ket en Koen Verweij          | Jan Blokhuijsen, Rhian Ket en Koen Verweij          |
| Ploegenachtervolging | Vrouwen  | Diane Valkenburg, Jorien Voorhuis en Linda de Vries | Diane Valkenburg, Jorien Voorhuis en Linda de Vries | Diane Valkenburg, Jorien Voorhuis en Linda de Vries | Diane Valkenburg, Jorien Voorhuis en Linda de Vries | Diane Valkenburg, Jorien Voorhuis en Linda de Vries | Diane Valkenburg, Jorien Voorhuis en Linda de Vries | Diane Valkenburg, Jorien Voorhuis en Linda de Vries | Diane Valkenburg, Jorien Voorhuis en Linda de Vries | Diane Valkenburg, Jorien Voorhuis en Linda de Vries | Diane Valkenburg, Jorien Voorhuis en Linda de Vries |

De beste Nederlander per afstand is vet gezet

## Podia

### Mannen
| Afstand:             | Goud:                                               | Tijd    | Zilver:                                                | Tijd    | Brons:                                                      | Tijd    |
| 1500 m               | Shani Davis Verenigde Staten                        | 1.47,08 | Håvard Bøkko Noorwegen                                 | 1.47,21 | Stefan Groothuis Nederland                                  | 1.47,55 |
| 5000 m               | Bob de Jong Nederland                               | 6.21,23 | Sven Kramer Nederland                                  | 6.21,87 | Jan Blokhuijsen Nederland                                   | 6.22,47 |
| Ploegenachtervolging | Rusland Denis Joeskov Jevgeni Lalenkov Ivan Skobrev | 3.45,42 | Zuid-Korea Joo Hyung-joon Ko Byung-wook Lee Seung-hoon | 3.46,68 | Duitsland Alexej Baumgärtner Patrick Beckert Robert Lehmann | 3.46,87 |

### Vrouwen
| Afstand:             | Goud:                                                           | Tijd    | Zilver:                                                    | Tijd    | Brons:                                            | Tijd    |
| 1500 m               | Ireen Wüst Nederland                                            | 1.56,99 | Christine Nesbitt Canada                                   | 1.57,03 | Marrit Leenstra Nederland                         | 1.57,59 |
| 3000 m               | Martina Sáblíková Tsjechië                                      | 4.05,88 | Stephanie Beckert Duitsland                                | 4.06,42 | Ireen Wüst Nederland                              | 4.06,57 |
| Ploegenachtervolging | Rusland Jekaterina Lobysjeva Jekaterina Sjichova Joelia Skokova | 3.04,83 | Polen Natalia Czerwonka Katarzyna Woźniak Luiza Złotkowska | 3.05,57 | Zuid-Korea Kim Bo-reum Lee Ju-youn Noh Seon-yeong | 3.05,65 |